# 李家瑞 (1922年)
李家瑞（1922年—？），北京人，中国环保科学家。

## 生平
李家瑞出生于1922年，父亲李垣曾任驻外蒙恰克图，后曾任京兆尹。李家瑞就读北平育英中学期间，曾参与“一二·九”运动。
1940年，李家瑞考入北平大学工学院土木系。由于侵华日军管制森严，李家瑞与同学结伴准备前往后方，但行至商丘时恰逢交通因中条山会战而封锁，且路费已所剩无几，不得不返回北平大学继续读书。大学期间，李家瑞开始接触《共产党宣言》、《新民主主义论》等书籍，并参与中国共产党的地下党活动。北平大学毕业后，李家瑞留校担任助教两年，后被调到北京第八区公路局工作，曾主持修建滦河公路桥。
1949年北平和平解放后，李家瑞申请到华北大学短期政治学习班学习，学期6个月。同年（1949年），李家瑞从华北大学毕业，并在毕业典礼上宣誓加入中国共产党。随后，李家瑞被分配到东北工业部工作。后来，李家瑞又被调回北京，在重工业部有色局工作，负责主持冶金建设工程，并曾参与筹建冶金部冶金建筑研究院，参与攀钢、宝钢、武钢的选址建设。
1972年，中国被邀请参加联合国第一次人类环境会议，因没有环境保护专业人员，从相关行业挑选31名代表组成代表团赴会，李家瑞是4名正代表之一。冶金工业部环境保护办公室成立后，李家瑞任冶金部环保办负责人，曾任冶金部安环司总工程师。其后，李家瑞又参与创建中国环境科学学会、冶金环境保护研究所等环境保护组织。
1978年，中国环境科学学会成立，李家瑞历任第一届、第二届、第三届和第四届常务理事。还曾担任中国金属学会冶金环境保护学会理事长:iii。

## 著作

### 书籍
| 出版时间  | 作品名称         | 出版社     | 作者                       | 备注        |
| --------- | ---------------- | ---------- | -------------------------- | ----------- |
| 1990年1月 | 钢铁工业环境保护 | 科学出版社 | 李家瑞、李文林、朱宝珂主编 | [ 7 ] [ 8 ] |

### 论文
| 论文名称                                     | 期刊         | 年份 | 期数 | 备注         |
| -------------------------------------------- | ------------ | ---- | ---- | ------------ |
| 为开创钢铁工业环保工作新局面而努力           | 环境管理     | 1983 | 04   | 与刘培善合著 |
| 无废技术是冶金工业消除污染改善环境的主要途径 | 重庆环境保护 | 1986 | 04   | [ 10 ]       |
| 冶金工业环境保护工作的主要体会               | 环境科学丛刊 | 1986 | 02   | [ 11 ]       |